# راجيمان ويدودينينغرات
راجيمان ويدودينينغرات (بالإندونيسية: Rajiman Wediodiningrat) (ولد: 21 أبريل 1879 - توفي: 20 سبتمبر 1952) كان طبيباً إندونيسيًا وأحد الشخصيات المؤسِّسة للجمهورية الإندونيسية. كان عضوا في منظمة بودي أوتومو، في عام 1945 انتخب لقيادة لجنة التحقيق للعمل التحضيري من أجل الاستقلال. في 9 أغسطس 1945 في اليوم الذي أعقب القصف الذري لناغازاكي، تم نقل راجيمان إلى جانب الشخصيات القومية سوكارنو ومحمد حتا إلى سايغون للقاء فيلد مارشال هيسيتشي تيراوتشي القائد الياباني لمجموعة جيش المشاة الجنوبية.
في عام 1950 بعد أن أصبح عضواً في المجلس التشريعي مجلس ممثلي الشعب، ترأس جلسته العامة الأولى. بعد ذلك بعامين توفي رجيمان ودُفن في يوجياكرتا. حصل على لقب بطل إندونيسيا الوطني في 8 نوفمبر 2013.